# Родзянко, Павел Павлович
Па́вел Па́влович Родзя́нко (11 декабря 1880 — 17 апреля 1965, Лондон) — полковник Русской императорской армии (1914 год), после революций полковник британской армии, участник Белого движения на востоке России.

## Биография
Происходил из дворян Екатеринославской губернии. Отец — Павел Владимирович (1854—1932), шталмейстер Императорского двора, крупный землевладелец. Мать — княжна Мария Павловна Голицына, единокровная сестра П. П. Голицына. Дядя — председатель Государственной думы III и IV созывов М. В. Родзянко. Брат — Александр Павлович, генерал-лейтенант, участник Белого движения на Северо-Западе России. Младший брат — Сергей стал известным спортсменом-конником, но получив травму, вынужден был отказаться от спорта, став известным художником-иппологом.
По окончании Пажеского корпуса в 1901 году, произведён был из камер-пажей в корнеты Кавалергардского полка. В декабре 1903 года был назначен заведующим молодыми солдатами в лейб-эскадроне, а в 1904 году — заведующим офицерской конюшней. В 1905 году был прикомандирован к посольству в Риме и произведён в поручики. В 1906 году был назначен заведующим оружием и полковым обозом и в том же году прикомандирован к Офицерской кавалерийской школе, где в то время преподавал мэтр мировой выездки Джеймс Филлис.
Павел Родзянко прошёл обучение в Итальянской кавалерийской школе у капитана Федерико Каприлли. В начале 1910-х годов Павел Родзянко вошёл в десятку лучших конников мира. Вместе с братом Александром Родзянко участвовал в международных конных соревнованиях в преодолении препятствий. В течение трёх лет подряд (1912, 1913, 1914 годы) русская сборная с участием П. П. Родзянко, Д. Иваненко и Д. Эксе брала переходящий Золотой Кубок короля Эдуарда VII в выставочном комплексе «Олимпия» в Лондоне. По правилам соревнований, кубок не возвращался, если национальная сборная выиграет его три раза подряд.

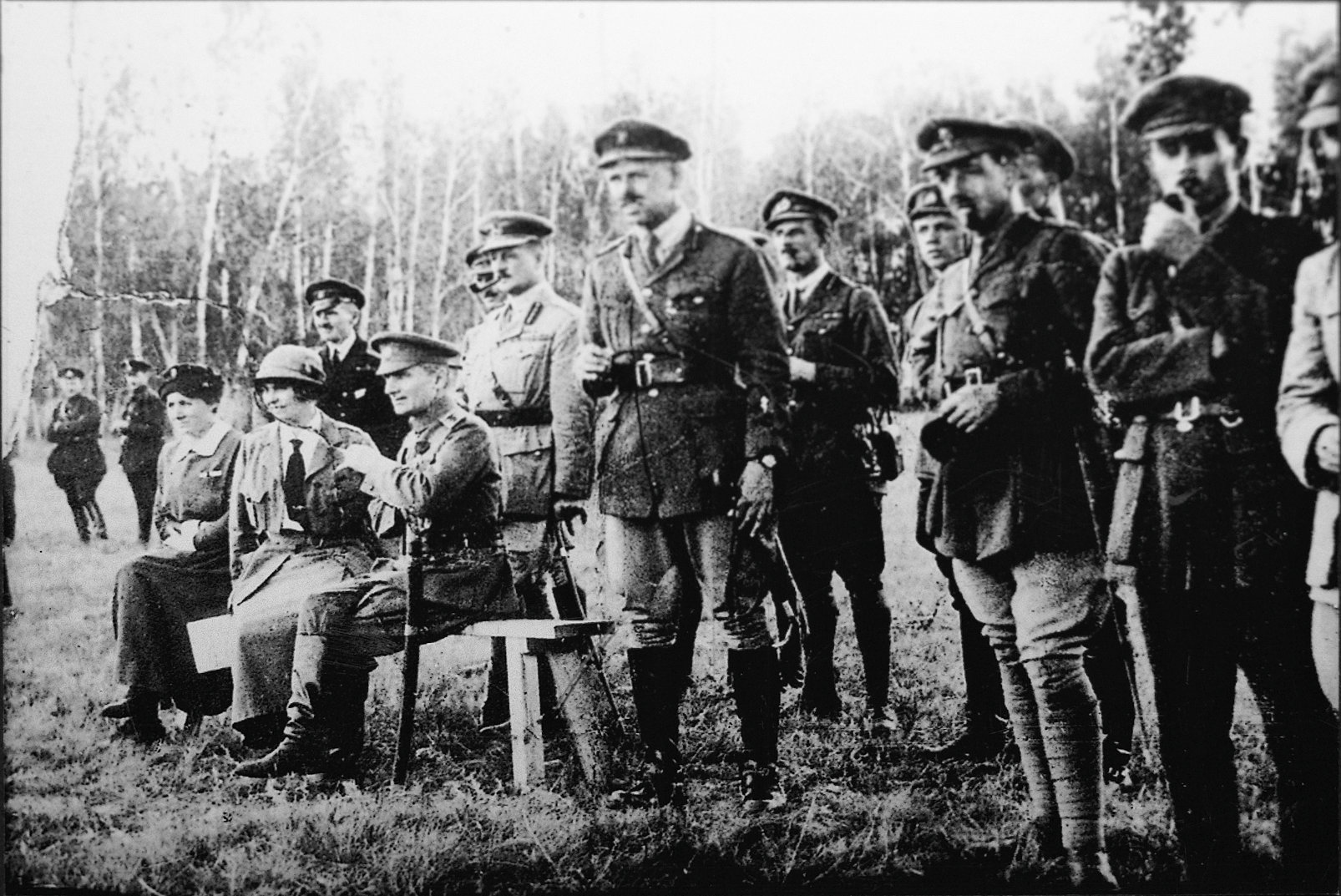
Колчак, Нокс, Родзянко (стоит в центре) и английские офицеры восточного фронта. 1919 год.

Во время Первой мировой войны — полковник, офицер для связи с Главным командованием на Итальянском фронте (1916 год). С 1918 года участник Белого движения в войсках Восточного фронта. В 1918 году пребывал в составе британских войск, прибыл в Сибирь в составе британской военной миссии генерала Нокса. Летом 1919 — преподаватель Владивостокской учебно-инструкторской школы (так называемой «школы Нокса»).

### Послужной список (год)
Послужной список П. П. Родзянко следующий:
- Штабс-ротмистр гвардии (1909);
- Адъютант командира Гвардейского корпуса, числясь в списках Кавалергардского полка;
- Ротмистр гвардии (приказ 22.07.1914; старшинство 07.11.1913; за выслугу лет);
- Участник Первой мировой войны;
- Полковник (старшинство 18.12.1914).

### В эмиграции
Первоначально эмигрировал в Англию. Вскоре Родзянко открыл школу верховой езды для аристократов, которой руководил до конца своих дней. В числе его учеников были наследник престола, будущий король Англии Эдуард VIII, будущий король Греции и многие другие.
В конце 1920-х годов Родзянко переехал в Дублин и возглавил кавалерийскую школу армии молодого доминиона — «Свободного Ирландского Государства», послужившего «закваской» независимой Ирландской республики. Его имя фигурирует во всех публикациях по истории ирландской кавалерии.
В качестве полковника английской армии воевал в Северной Африке, Сирии, Палестине, Сицилии, Сардинии, Италии и Греции. На момент смерти Родзянко состоял полковником русской и британской армий.

## Награды
- Орден Святой Анны 4-й степени (ВП 06.11.1914)
- Орден Святого Владимира 4-й степени с мечами и бантом (ВП 01.1915)
- Орден Святой Анны 2-й степени с мечами (ВП 12.02.1915)
- Орден Святого Станислава 2-й степени с мечами (ВП 02.05.1915)
- мечи и бант к ордену Св. Станислава 3-й степени (ВП 02.05.1915)
- Орден Святого Владимира 3-й степени (06.02.1917)

## Личная жизнь

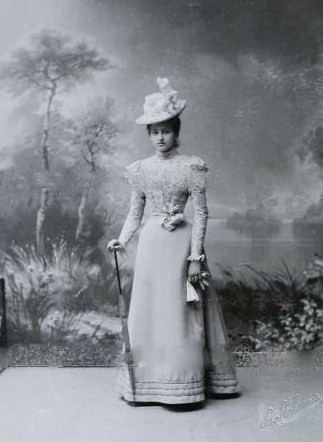
Тамара Антоновна Родзянко

Жена (с 1902 года) — Тамара Антоновна Новосильцова (1881—1938), фрейлина двора (1901), дочь генерала А. В. Новосильцова. У них родилось двое детей — Павел (1903) и Тамара (1905), но брак не был счастливым и закончился разводом. По словам современника, «музыкальная романическая барышня» Новосильцова после замужества жила с мужем в Италии. Там между ними произошла какая-то история. В результате Родзянко дрался на дуэли с одним из итальянских офицеров, после чего забрал к себе детей и упрятал жену в сумасшедший дом, где она провела около двух лет. Вернувшись в Россию в начале 1910-х годов, Тамара Антоновна старалась сделать всё возможное, чтобы вернуть себе детей, живших у родственников в Швейцарии. Через свою троюродную сестру М. Е. Головину она познакомилась с Распутиным и смогла добиться аудиенции у императрицы, но безрезультатно. Распутин попытался получить плату за свою услугу, но Родзянко дала ему пощёчину. После 1917 года жила в Самаре, где была арестована и расстреляна в 1938 году.
В 1937 году Родзянко вступил в брак с ирландской писательницей Анитой Лесли (1914—1985), представительницей древнего дворянского рода, двоюродной племянницей Уинстона Черчилля. На склоне лет жила в принадлежавшем ей замке Оранмор. В краткой версии своих военных мемуаров A Story Half Told (1983) Анита дважды упоминает Родзянко как «известного превосходного наездника и тренера».
После развода с Анитой (1948) полковник Родзянко вступил в новый брак с английской аристократкой Джоан «Робин» Фаррер (1913—1993), внучкой 1-го барона Редесдейла и двоюродной сестрой знаменитых сестёр Митфорд.

## Комментарии
1. ↑  Эта информация требует проверки, пока не встречено НИ ОДНОГО упоминания Пала Павловича Родзянко в англоязычных Интернет-источниках.
2. ↑  Их ближайшими общими предками были Леонард Джером[2] и его жена Кларисса Холл.

## Сочинения
- Итальянская кавалерийская школа и новый метод полевой езды и обучения ей. — СПб., 1911.